# Howard Carter
Howard Carter (Kensington, 1874. május 9. – London, 1939. március 2.) brit rajzoló, régész, az egyiptológia egyik leggazdagabb és leghíresebb leletének, az i. e. 14. században élt Tutanhamon egyiptomi fáraó sírjának, a Királyok völgye 62-nek felfedezője.

## Élete
Carter 1874. május 9-én született Kensingtonban, egy festő nyolc gyermeke közül a legkisebbként. Gyerekkorát a család vidéki házában töltötte, iskoláztatása nem volt éppen szabályszerű: apja tanítgatta, így természetesen főként a rajzolás és festés alapjait sajátította el. Amikor apja Lord Amherst, a korabeli Anglia egyik legnagyobb egyiptomi régiséggyűjteménye tulajdonosának otthonában dolgozott, a házigazda megismertette a fiút értékes műkincseivel. A történelem iránt érdeklődő Howard figyelme Egyiptom felé fordult.
Nem sokkal később a British Museum egyik egyiptológusa, Percy Newberry Lord Amherstnél keresett valakit, aki lemásolná a sírköveken levő rajzokat, valamint befejezi az általa megkezdett rajzokat és másolatokat, az ügyes kezű Howard Cartert ajánlották neki. Az ambiciózus fiatalember 1891 októberében már útban is volt Alexandria felé, s az Egyiptomi Kutatási Alap (Egypt Exploration Found) megbízásából rajzoló-asszisztensként dolgozott kora legismertebb egyiptológusa, Flinders Petrie mellett. 1892-ben Amarnában, majd nyolc éven át Hatsepszut templomában. Az Egyiptomi Régészeti Hivatal vezetője, Gaston Maspero oly mértékben volt megelégedve munkájával, hogy 1899-ben kinevezték a felső-egyiptomi műemlékek főfelügyelőjévé, 1903-1905-ben Alsó-Egyiptom régészeti felügyelője volt.
Pályája 1905-ben megbicsaklott, mert a szakkarai ásatások őreinek megengedte, hogy megvédjék magukat néhány részeg francia turistával szemben, akik bepanaszolták a főkonzulnál. Miután Carter nem volt hajlandó bocsánatot kérni, felmentették állásából, ezután akvarellfestőként és régiségkereskedőként tevékenykedett. 1907 táján került kapcsolatba a dúsgazdag régiséggyűjtő Lord Carnarvonnal, aki Gaston Masperotól kért tanácsot 1906-os sikertelen magánásatásai után. Maspero Cartert ajánlotta, ezért Carnarvon felkérte ásatásainak vezetésére. Carter feltárta a Théba melletti nekropoliszt (Királyok völgye), II. Montuhotep, I. Amenhotep, Hatsepszut és IV. Thotmesz sírját, Hatsepszut völgytemplomát, a XVIII. dinasztia királynéinak sírját és számos magánsírt. Akkoriban úgy tudták, hogy Ehnaton kivételével a XVIII. dinasztia valamennyi fáraóját a Királyok Völgyében temették el, és sírjaikat – a hiányzó Tutanhamonét kivéve – már felfedezték és kirabolták.

## Az évszázad felfedezése

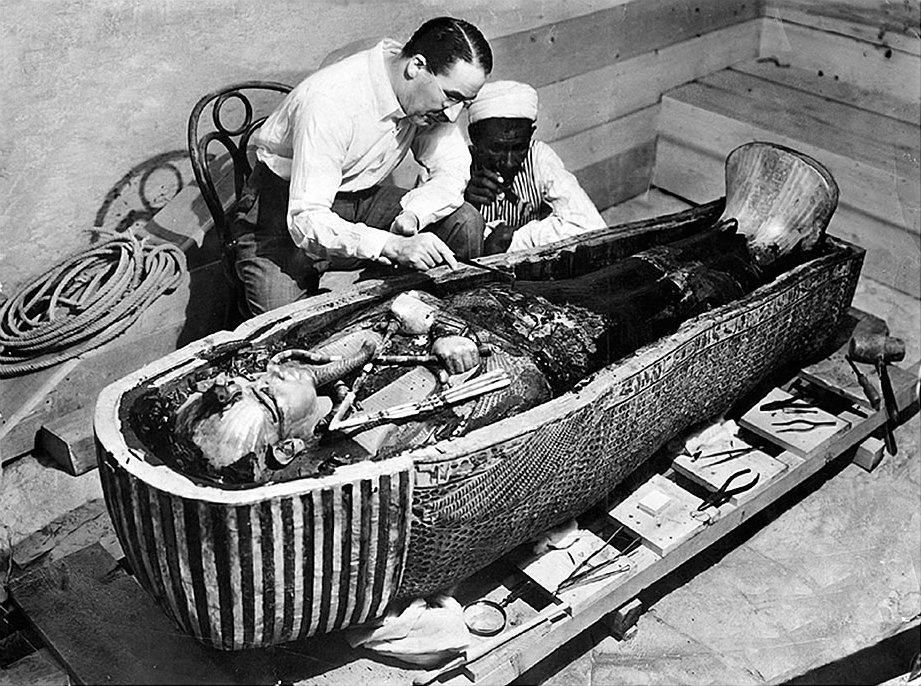
Carter és Tutanhamon

Carter nyolc hosszú éven át kereste a hiányzó sírt. 1917-ben kezdte vizsgálni azt a munkástelepülést, aminek maradványai II. Ramszesz és VI. Ramszesz sírjai között húzódtak. Valójában kicsit arrébb, máshol akart kutatni, de ide kapott engedélyt. Utólag már látható: az első kapavágást ott ejtették, ahol 5 év múlva a legnagyobb felfedezés várta őket. A kutatási engedély aláírása alkalmával maga a nagy Gaston Maspero is kételyeinek adott hangot, hogy a Királyok Völgyében érdemes még új sírok után kutatni. Ahogy fogalmazott, ott már minden homokszemet háromszor átrostáltak.
Az ásatási területnek kijelölt háromszöget 1921-re megtisztították a törmeléktől, kivéve a VI. Ramszesz sírbejárata körüli részét, mert azt a sírlátogató turisták zavarása miatt hanyagolták.
A helyzet nem volt reménykeltő, Lord Carnarvon pedig a finanszírozás beszüntetését helyezte kilátásba: egy utolsó szezont engedélyezett.
1922-ben ezért Carter utoljára vonult a munkásfaluhoz, ahol az első évadot kezdte, és alaposan átvizsgálta VI. Ramszesz sírjának környékét, ahol addig az Egyiptomi Műemlék Felügyelőség kérésére nem kutattak. Lebontották a XX. dinasztia korabeli munkáskunyhókat, és november 4-én már előkerült az első nyom, egy tizenhat fokból álló lépcső, amely a Ramszesz sírjának közelében levő ókori munkáskunyhók maradványai alatt egy bevakolt ajtóhoz vezetett. Mögötte, a falon láthatóak voltak az ősi nekropolisz őrének pecsétjei, az utolsó válaszfalon pedig Nebheperuré (Tutanhamon koronázási neve) volt olvasható. Ma már tudjuk: Tutanhamon sírjának az volt a szerencséje, hogy a későbbi uralkodók munkásai éppen felette telepedtek meg, és vastag meddő- és törmelékrétegekkel borították be a bejáratot.
Carter 1922. november 24-én, Lord Carnarvon megérkeztével kezdte meg a titkát 3300 éven át őrző sír feltárását. A sírkamrában megtalálták a fáraó túl sok balzsamozószerrel balzsamozott, s így súlyos károsodást szenvedett múmiáját és színarany, üveg- és féldrágakő-berakásokkal díszített halotti maszkját, amely megőrizte Tutanhamon arcvonásait. A több mint 2000 tárgy között aranyozott ládák, arannyal bevont és színes üveggel, illetve féldrágakövekkel díszített trónus, különböző állatfigurák, ékszerek, életnagyságú szobrok voltak. Tutanhamon sírja a máig a leggazdagabb lelet, mely az ősi Egyiptomból származik. A napvilágra hozott kincsek nagy része a kairói Egyiptomi Múzeumba került, az ásatásról Carter és társai háromkötetes munkát adtak ki The Tomb of Tutankhamen címmel.

## A „fáraó átka”
A nagyközönséget azonban még a káprázatos kincseknél is jobban izgatta-izgatja „a fáraó átka”. A bulvárlapok szenzációként tálalták, hogy a feltárást követő évben – a diagnózis szerint szepszisben – meghalt Lord Carnarvon, Carter megbízója, majd gyors egymásutánban 27 haláleset történt az ásatásban részt vevők és a velük érintkezésbe kerültek között. Egyes vad feltételezések szerint az egyiptomiak méregbe csavart gyolcsba burkolták a múmiákat, mások szerint a belélegzett mikroorganizmusok okozták a haláleseteket. Újabb feltételezések szerint az évezredek során a sírkamrában felgyülemlett magas radioaktivitás játszhatott szerepet, de hogy ennek a sugárzásnak mi a forrása, az megint csak rejtély.
A valóságban azonban nem a múmia, hanem a felfedezés közlésétől eltiltott újságírók bosszújáról van szó. Az átok egyébként is válogatós volt, mert az expedíció 26 tagja közül 20 még tíz év után is élt, a „főbűnös” Carternek az átok 16 évet engedélyezett erőben-egészségben, a múmiát boncoló orvos pedig 86 évesen hunyt el. A legenda azonban tovább él.
Heroikus és világhírű munkássága ellenére Carter nem részesült hivatalos elismerésben, egy belga kitüntetést és az amerikai Yale Egyetem tiszteletbeli doktori címét kivéve. 1939. március 2-án hunyt el Londonban, szívelégtelenség és nyirokcsomódaganat következtében.

## Magyarul megjelent művei
- Howard Carter–A. C. Mace: Tut-ankh-Amen sírja; ford. Balassa József; Franklin, Bp., 1924 (Modern utazók, felfedezők könyvtára)
- Tut-ankh-Amen koporsója és múmiája; ford. Balassa József; Franklin, Bp., 1928
- Tutanhamon. Valóság és legenda / Tut-ankh-Amen sírja / Tut-ankh-Amen koporsója és múmiája; ford. Balassa József; Merényi, Bp., 1997